# Liga de la Costa del Pacífico 1949-50
La Temporada 1949-50 de la Liga de la Costa del Pacífico fue la 5.ª edición y comenzó el 22 de octubre de 1949.
Hermosillo, Culiacán, Obregón, Guaymas y Los Mochis repitieron su participación en el circuito excepto Mazatlán, pues el distinguido y tradicional equipo del puerto sinaloense se mudó a la ciudad de Tijuana.
La novedad de este año sería el surgimiento por primera vez de una campaña dividida por dos vueltas con un campeón en cada una; si los clubes líderes en cada mitad fueran distintos se jugaría una serie final por el campeonato.
La temporada comenzó visitando Mochis a Hermosillo, Guaymas a Culiacán y Tijuana a Obregón.
La temporada finalizó el 21 de marzo de 1950, los Tacuarineros de Culiacán vencieron 4-3 a los Pericos de Los Mochis en la primera serie final por el campeonato de béisbol del Noroeste de México, logrando así su segundo campeonato y el primer bicampeonato en el béisbol profesional de la Liga de la Costa del Pacífico.

## Sistema de competencia
La temporada regular se dividió en dos vueltas, abarcando un total de 60 juegos a disputarse para cada uno de los cuatro clubes. En caso de que el mismo equipo terminara de líder en las dos vueltas sería proclamado campeón, si los clubes líderes en cada mitad fueran distintos se jugaría una serie final por el campeonato a ganar 4 de 7 juegos.

### Calendario
- Número de Series: 2 series en casa x 5 equipos = 10 series + 10 series de visita = 20 series
- Número de Juegos: 20 series x 3 juegos = 60 juegos

## Equipos participantes
| Liga de la Costa del Pacífico 1949-50 |           |                    |                          |                         |           |
| Equipo                                | Fundación | Mánager            | Ciudad                   | Estadio                 | Capacidad |
| Ostioneros de Guaymas                 | 1945      | Clinton Courtney   | Guaymas, Sonora          | "Abelardo L. Rodríguez" | 5,000     |
| Pericos de Los Mochis                 | 1947      | Luis Montes de Oca | Los Mochis, Sinaloa      | Mochis                  | 3,000     |
| Potros de Tijuana                     | 1949      | Dee Moore          | Tijuana, Baja California | ***                     | 4,000     |
| Queliteros de Hermosillo              | 1944      | Virgilio Arteaga   | Hermosillo, Sonora       | Fernando M. Ortiz       | 5,000     |
| Tacuarineros de Culiacán              | 1945      | Manuel Arroyo      | Culiacán, Sinaloa        | General Ángel Flores    | 4,000     |
| Trigueros de Ciudad Obregón           | 1947      | Ángel Castro       | Ciudad Obregón, Sonora   | Álvaro Obregón          | ***       |

## Juego de Estrellas
La 5.ª edición del juego de estrellas de la Liga de la Costa del Pacífico, fue celebrado el 18 de enero de 1950 en el Estadio General Ángel Flores, en Culiacán ante un lleno desbordante, los extranjeros tuvieron de mánager a Art Lilly mientras que los mexicanos a Manuel Arroyo. El héroe indiscutible fue Lou Ortiz de Tijuana que impulsó cuatro carreras para que los nacionales vencieran por primera vez al equipo de extranjeros 4-2.

## Standings

### Primera vuelta
| Equipos                     | JJ | JG | JP | JE | PCT  | JV   |
| --------------------------- | -- | -- | -- | -- | ---- | ---- |
| Tacuarineros de Culiacán    | 31 | 20 | 10 | 1  | .667 | -    |
| Trigueros de Ciudad Obregón | 30 | 16 | 14 | -  | .533 | 4.0  |
| Queliteros de Hermosillo    | 32 | 15 | 15 | 2  | .500 | 5.0  |
| Potros de Tijuana           | 33 | 15 | 15 | 3  | .500 | 5.0  |
| Pericos de Los Mochis       | 32 | 15 | 15 | 2  | .500 | 5.0  |
| Ostioneros de Guaymas       | 30 | 9  | 21 | -  | .300 | 11.0 |

| Avanza a la final |

### Segunda vuelta
| Equipos                     | JJ | JG | JP | JE | PCT  | JV   |
| --------------------------- | -- | -- | -- | -- | ---- | ---- |
| Pericos de Los Mochis       | 30 | 21 | 9  | -  | .700 | -    |
| Ostioneros de Guaymas       | 30 | 18 | 12 | -  | .600 | 3.0  |
| Potros de Tijuana           | 31 | 16 | 14 | 1  | .533 | 5.0  |
| Tacuarineros de Culiacán    | 30 | 14 | 16 | -  | .467 | 7.0  |
| Trigueros de Ciudad Obregón | 30 | 13 | 17 | -  | .433 | 8.0  |
| Queliteros de Hermosillo    | 31 | 8  | 22 | 1  | .267 | 13.0 |

| Avanza a la final |

### General
| Equipos                     | JJ | JG | JP | JE | PCT  | JV   |
| --------------------------- | -- | -- | -- | -- | ---- | ---- |
| Pericos de Los Mochis       | 62 | 36 | 24 | 2  | .600 | -    |
| Tacuarineros de Culiacán    | 61 | 34 | 26 | 1  | .567 | 2.0  |
| Potros de Tijuana           | 64 | 31 | 29 | 4  | .517 | 5.0  |
| Trigueros de Ciudad Obregón | 60 | 29 | 31 | -  | .483 | 7.0  |
| Ostioneros de Guaymas       | 60 | 27 | 33 | -  | .450 | 9.0  |
| Queliteros de Hermosillo    | 63 | 23 | 37 | 3  | .383 | 13.0 |

## Serie por el Título
Como se había pactado al inicio de la contienda, la serie por el título se llevaría a cabo entre los ganadores de ambas vueltas en caso de que fueran diferentes, como sucedió, Mochis vs Culiacán. La serie comenzó en la capital sinaloense enfrentándose el día 12 de marzo ante un lleno impresionante en el Estadio General Ángel Flores. El partido resultó emocionante de principio a fin tocándole la victoria al equipo de Mochis por marcador de 1-0; el domingo por la mañana Alfonso La Tuza Ramírez sube al montículo a regresarle la blanqueada a Mochis derrotándolos por idéntico marcador. La serie estaba empatada a 1 juego por bando.
Por la tarde del día 13 de marzo, los Pericos de Los Mochis terminaron venciendo a los locales por marcador de 2 carreras por cero en el último partido de la temporada en Culiacán. La serie se trasladaría a Mochis con desventaja para los tacuarineros. El sábado 19 de marzo el estadio de Los Mochis fue insuficiente para contener a los fanáticos que estaban presenciando la primera serie por el campeonato de béisbol del Noroeste de México. Los Pericos avanzaron 3-1 en la serie al derrotar a la escuadra de Manuel Arroyo por marcador de 8 carreras a 1.
El domingo 20 de marzo por la mañana Manuel el Negro Morales detuvo la celebración cañera al derrotarlos por marcador de 12-7; la serie se ponía 3-2. En el séptimo inning de este juego hubo una fenomenal bronca debido a un fallo del ampayer de home; había mucha nerviosidad en el ambiente.
El domingo por la tarde Memo Luna es designado para abrir el partido y al llegar a la novena entrada con el juego a su favor 3-2 un “texas” de Chorejas Bravo impulsa dos anotaciones y sorprendentemente Culiacán toma la ventaja terminando el encuentro 5-4 a favor de los Tacuarineros empatándose la serie a tres triunfos por bando. Al día siguiente, lunes 21 de marzo, Culiacán obtiene el campeonato en medio de un ambiente de angustia al vencer 5-2 a un incrédulo equipo de Mochis que vio caer el título de sus manos; en tres oportunidades jamás pudo obtener la ansiada cuarta victoria, fue la primera tragedia deportiva en la Liga de la Costa.

### Serie Final
| Equipos               | JJ | JG | JP | JE | PCT  | JV  |
| --------------------- | -- | -- | -- | -- | ---- | --- |
| Tomateros de Culiacán | 7  | 4  | 3  | -  | .571 | -   |
| Pericos de Los Mochis | 7  | 3  | 4  | -  | .429 | 1.0 |

| Campeón |

## Cuadro de Honor
| Equipos                     | Posición   |
| --------------------------- | ---------- |
| Tacuarineros de Culiacán    | Campeón    |
| Pericos de Los Mochis       | Subcampeón |
| Potros de Tijuana           | 3° Lugar   |
| Trigueros de Ciudad Obregón | 4° Lugar   |
| Ostioneros de Guaymas       | 5° Lugar   |
| Queliteros de Hermosillo    | 6° Lugar   |

## Designaciones
A continuación se muestran a los jugadores más valiosos de la temporada.
| Designación         | Ganador         | Equipo                                        |
| ------------------- | --------------- | --------------------------------------------- |
| Jugador Más Valioso | Alfonso Ramírez | Tacuarineros de CuliacánOstioneros de Guaymas |